# Ojo de Agua de Sombrereros
Ojo de Agua de Sombrereros är en ort i Mexiko.   Den ligger i kommunen San Felipe och delstaten Guanajuato, i den centrala delen av landet, 300 km nordväst om huvudstaden Mexico City. Ojo de Agua de Sombrereros ligger 2 070 meter över havet och antalet invånare är 148.
Terrängen runt Ojo de Agua de Sombrereros är kuperad söderut, men norrut är den platt. Runt Ojo de Agua de Sombrereros är det ganska tätbefolkat, med 60 invånare per kvadratkilometer. Närmaste större samhälle är San Felipe, 17,9 km norr om Ojo de Agua de Sombrereros. Omgivningarna runt Ojo de Agua de Sombrereros är i huvudsak ett öppet busklandskap.